# Elecciones parlamentarias de Estonia de 1932
Las elecciones parlamentarias de Estonia de 1932 se celebraron entre el 21 y el 23 de mayo de ese año. 

## Antecedentes
Antes de las elecciones, se produjeron importantes cambios en el panorama político. Asambleas de Granjeros (respaldadas principalmente por los "viejos agricultores" y por aquellos algo más conservadores y de derecha económica) y el Partido de los Colonos (un partido agrario nacionalista de centro-izquierda) se fusionaron para formar la Unión de Colonos y Pequeños Propietarios. Por otro lado, el Partido Popular Estonio, el Partido Popular Cristiano, el Partido Laborista y el Partido de los Terratenientes se fusionaron para formar el Partido Nacional de Centro.

## Resultados
| Partido                            | Partido                                            | Votos   | %      | Escaños | +/–   |
| ---------------------------------- | -------------------------------------------------- | ------- | ------ | ------- | ----- |
|                                    | Unión de Colonos y Pequeños Propietarios           | 199.035 | 39,77  | 42      | +4    |
|                                    | Partido Nacional de Centro                         | 110.662 | 22,11  | 23      | -3    |
|                                    | Partido Socialista Obrero Estonio                  | 104.835 | 20,95  | 22      | -3    |
|                                    | Trabajadores de Izquierdas                         | 25.966  | 5,19   | 5       | -1    |
|                                    | Unión Nacional Rusa                                | 25.246  | 5,04   | 5       | +3    |
|                                    | Partido Balto-Alemán–Liga del Pueblo Sueco         | 15.527  | 3,10   | 3       | 0     |
|                                    | Unión Nacional del Trabajo                         | 9.597   | 1,92   | 0       | Nuevo |
|                                    | Trabajadores y Campesinos Socialistas-Partido Ruso | 5.191   | 1,04   | 0       | Nuevo |
|                                    | Asociación de Granjeros                            | 4.453   | 0,89   | 0       | Nuevo |
| Total                              | Total                                              | 500.512 | 100,00 | 100     | 0     |
|                                    |                                                    |         |        |         |       |
| Votos válidos                      | Votos válidos                                      | 500.512 | 99,33  |         |       |
| Votos inválidos/ en blanco         | Votos inválidos/ en blanco                         | 3.388   | 0,67   |         |       |
| Votos totales                      | Votos totales                                      | 503.900 | 100,00 |         |       |
| Votantes registrados/participación | Votantes registrados/participación                 | 747.528 | 67,41  |         |       |
| Fuente: Nohlen & Stöver            |                                                    |         |        |         |       |